# Адміністративний устрій Підволочиського району
Адміністративний устрій Підволочиського району — адміністративно-територіальний поділ Підволочиського району Тернопільської області на 1 міську, 1 селищну, 2 сільські громади та 1 сільську раду, які об'єднують 62 населені пункти та підпорядковані Підволочиській районній раді. Адміністративний центр — смт Підволочиськ.

## Список громадПідволочиського району
- Новосільська сільська громада
- Підволочиська селищна громада
- Скалатська міська громада
- Скориківська сільська громада

## Список радПідволочиського району
| № | Назва                   | Центр   | Населені пункти | Площа км² | Місце за площею | Населення (2001), осіб | Місце за населенням |
| - | ----------------------- | ------- | --------------- | --------- | --------------- | ---------------------- | ------------------- |
| 1 | Токівська сільська рада | с. Токи | с. Токи         | 5,509     |                 | 1194                   | 11                  |

* Примітки: м. — місто, с-ще — селище, смт — селище міського типу, с. — село